# Omnicom (téléphonie)
Ne doit pas être confondu avec Omnicom Group.
Omnicom est un opérateur français de téléphonie créé en 1995 par Alain Nicolazzi, Florent Martenne-Duplan et Philippe Ait-Yahia.
Il a été cédé à l'américain Global Telesystems en 1999 pour 427 millions de dollars. Omnicom s'adressait aux PME-PMI via son offre Omnicom Direct et aux résidentiels avec son offre de cartes téléphoniques pré-payées, et a été le premier opérateur de téléphonie alternatif coté au Nouveau marché en juillet 1997. Il était titulaire d'une licence nationale et du préfixe "5".